# Día das Letras Galegas
Día das Letras Galegas (dansk: Dagen for galicisk litteratur) er en dag, hvor det galiciske sprog og den galiciske litteratur fejres. Denne festlighed har fundet sted den 17. maj siden 1963. I 1991 blev den en offentlig fridag i hele Galicien.

## Liste over hyldede forfattere på dagen[1]
- 1963 Rosalía de Castro
- 1964 Alfonso Daniel Rodríguez Castelao
- 1965 Eduardo Pondal
- 1966 Francisco Añón Paz
- 1967 Manuel Curros Enríquez
- 1968 Florentino López Cuevillas
- 1969 Antonio Noriega Varela
- 1970 Marcial Valladares Núñez
- 1971 Gonzalo López Abente
- 1972 Valentín Lamas Carvajal
- 1973 Manuel Lago González
- 1974 Xoán V. Viqueira Cortón
- 1975 Xoán Manuel Pintos Villar
- 1976 Ramón Cabanillas
- 1977 Antón Vilar Ponte
- 1978 Antonio López Ferreiro
- 1979 Manuel Antonio
- 1980 Afonso X o Sabio
- 1981 Vicente Risco
- 1982 Luis Amado Carballo
- 1983 Manuel Leiras Pulpeiro
- 1984 Armando Cotarelo Valledor
- 1985 Antón Lousada Diéguez
- 1986 Aquilino Iglesia Alvariño
- 1987 Francisca Herrera Garrido
- 1988 Ramón Otero Pedrayo
- 1989 Celso Emilio Ferreiro
- 1990 Luis Pimentel
- 1991 Álvaro Cunqueiro
- 1992 Fermín Bouza-Brey
- 1993 Eduardo Blanco Amor
- 1994 Luis Seoane
- 1995 Rafael Dieste
- 1996 Xesús Ferro Couselo
- 1997 Ánxel Fole
- 1998 Martín Codax, Xohán de Cangas og Mendinho samt forfatterne af de middelalderlige sange (Cantiga)
- 1999 Roberto Blanco Torres
- 2000 Manuel Murguía
- 2001 Eladio Rodríguez
- 2002 Frei Martín Sarmiento
- 2003 Antón Avilés de Taramancos
- 2004 Xaquín Lorenzo
- 2005 Lorenzo Varela
- 2006 Manuel Lugrís Freire
- 2007 María Mariño Carou
- 2008 Xosé María Álvarez Blázquez
- 2009 Ramón Piñeiro[2]
- 2010 Uxío Novoneyra [3]
- 2011 Lois Pereiro
- 2012 Valentín Paz-Andrade
- 2013 Roberto Vidal Bolaño[4]
- 2014 Xosé María Díaz Castro[5]
- 2015 Xosé Filgueira Valverde
- 2016 Manuel María
- 2017 Carlos Casares
- 2018 María Victoria Moreno
- 2019 Antón Fraguas
- 2020 Ricardo Carballo Calero
- 2021 Xela Arias
- 2022 Florencio Delgado
- 2023 Francisco Fernández del Riego
- 2024 Luísa Villalta